# Andoki flamingó
Az andoki flamingó (Phoenicoparrus andinus) a madarak (Aves) osztályának flamingóalakúak (Phoenicopteriformes) rendjébe, ezen belül a flamingófélék (Phoenicopteridae) családjába tartozó faj.
Korábban a Phoenicopterus nembe sorolták, Phoenicopterus andinus néven, azonban 2014-ben a  Phoenicoparrus nembe helyezték át.

## Előfordulása
Az andoki flamingó Chilében, Északnyugat-Argentínában, Nyugat-Bolíviában és Dél-Peruban fordul elő. Állománya 100 000 egyedre tehető.

## Megjelenése

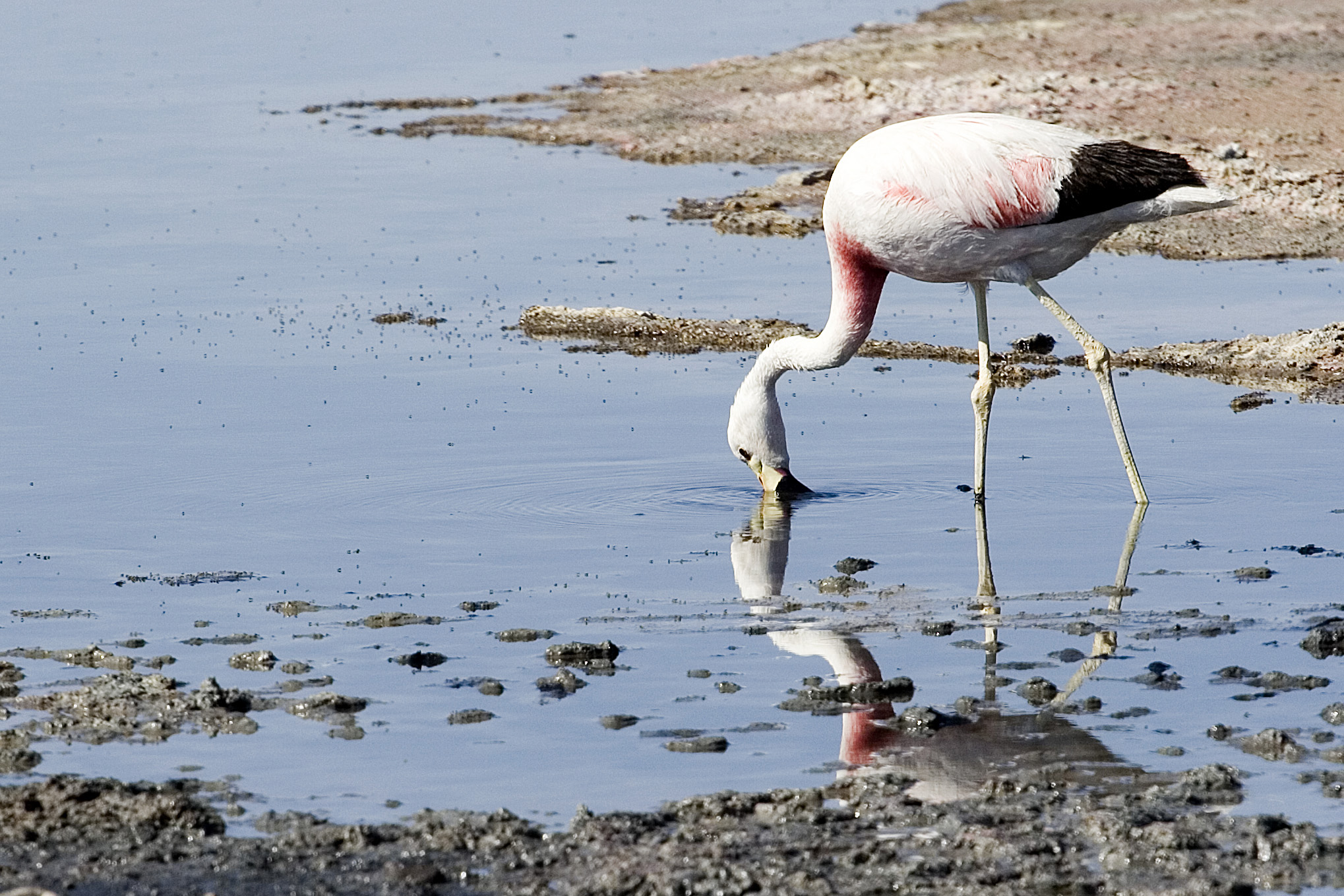
Táplálkozás közben

A madár hossza 110-120 centiméter, testtömege 1,8 kilogramm. Tollazata halvány rózsaszín, de a madár nyaka, melle és szárnyfedői élénk vöröses színűek. Evezőtollai feketék; amikor nyugalmi helyzetben tartja a szárnyát, több fekete színt figyelhetünk meg, mint más flamingófajoknál. Csőre fekete, a töve krémszínű. Alsó és felső csőrkávája szélén hajszálvékony szarulemezkék találhatók, ezekkel szűri ki a táplálékot a sós vízből. Lába sárga, a többi flamingófajnál rózsaszínű.

## Életmódja
Társas madár, nagy kolóniákban él. Tápláléka többnyire algákból áll.

## Szaporodása
Az ivarérettséget 3 éves korban éri el. A költési időszak november vége - december eleje közé esik. A fészek iszapból és kövekből felemelt kúp alakú építmény, melynek tetején egy mélyedés van. Ide rakja a tojó az egy fehér tojását, melyen 28-30 napig kotlik. A kirepülés legfeljebb 3 hónap múlva történik meg.

## Rokon fajok
Az andoki flamingó legközelebbi rokona a rövidcsőrű flamingó (Phoenicoparrus jamesi).